# Pentti Kirstilä
Pentti Olavi Kirstilä (* 26. Mai 1948 in Turku; † 24. April 2021 in Helsinki) war ein finnischer Autor von Kriminalromanen. 
Kirstilä beendete 1972 sein Studium der Sozialwissenschaften an der Universität Tampere. Von 1969 bis 1980 arbeitete er als Journalist bei der Tageszeitung Aamulehti (Tampere).  Ab 1980 lebte er als freier Schriftsteller mit seiner Frau Anja Angel in Helsinki.
Kirstiläs erster Krimi Jäähyväiset rakkaimmalle erschien 1977 (eigentlich „Abschied von der Liebsten“; deutscher Titel: Nachtschatten), dem elf weitere Romane um den illusionslosen und eigenbrötlerischen Kriminalhauptwachtmeister Lauri Hanhivaara folgten. Fast 30 Jahre hat es gedauert, bis der erste Hanhivaara-Krimi von Pentti Kirstilä auf Deutsch erschien. 
Kirstilä wurde zweimal mit dem „Vuoden johtolanka“, dem Preis für den besten finnischen Kriminalroman, ausgezeichnet. Einige seiner Romane wurden fürs Fernsehen verfilmt. Neben Kriminal- und Spannungsromanen verfasste er Kurzgeschichten, Übersetzungen, Theaterstücke und Fernsehdrehbücher sowie ein Sachbuch über das Billardspiel. Unter dem Pseudonym Ursula Auer schrieb er drei weitere Krimis gemeinsam mit seiner Frau.

## Übersicht der Romane

### Hanhivaara-Reihe
| Erscheinungsjahr | Erscheinungsjahr | Originaltitel                            | Wörtliche Übersetzung                                | Deutscher Titel              | ISBN der deutschen Ausgabe |
| Finnland         | Deutschl.        | Originaltitel                            | Wörtliche Übersetzung                                | Deutscher Titel              | ISBN der deutschen Ausgabe |
| ---------------- | ---------------- | ---------------------------------------- | ---------------------------------------------------- | ---------------------------- | -------------------------- |
| 1977             | 2005             | Jäähyväiset rakkaimmalle                 | Abschied von der Liebsten                            | Nachtschatten                | ISBN 3-89425-548-X         |
| 1978             | 2004             | Jäähyväiset ilman kyyneleitä             | Abschied ohne Tränen                                 | Tage ohne Ende               | ISBN 3-89425-537-4         |
| 1979             | 2006             | Jäähyväiset presidentille                | Abschied vom Präsidenten                             | Schwarzer Frühling           | ISBN 978-3-89425-651-7     |
| 1981             | 2007             | Jäähyväiset lasihevoselle                | Abschied vom Glaspferd                               | Klirrender Frost             | ISBN 978-3-89425-655-5     |
| 1982             | 2008             | Jumalia ei uhmata                        | Den Göttern trotzt man nicht                         | Den Göttern trotzt man nicht | ISBN 978-3-89425-657-9     |
| 1983             |                  | Isku vasten kasvoja                      | Schlag gegen Gesichter                               |                              |                            |
| 1996             |                  | Jäähyväiset unelmille                    | Abschied von den Träumen                             |                              |                            |
| 1997             |                  | Jäähyväiset menneisyydelle               | Abschied von der Vergangenheit                       |                              |                            |
| 2000             |                  | Hanhivaara ja sateisen saaren tappaja    | Hanhivaara und der Regeninselmörder                  |                              |                            |
| 2001             |                  | Hanhivaara ja saalistajat                | Hanhivaara und die Raubtiere                         |                              |                            |
| 2002             |                  | Hanhivaara ja mies joka murhasi vaimonsa | Hanhivaara und der Mann, der seine Frau ermordet hat |                              |                            |
| 2015             |                  | Jäähyväiset Hanhivaaralle                | Abschied von Hanhivaara                              |                              |                            |

### Weitere
| Jahr | Originaltitel                                     | Anmerkung                                                                                 |
| ---- | ------------------------------------------------- | ----------------------------------------------------------------------------------------- |
| 1982 | Isku suoneen                                      | Drogenfahnder Kaistila                                                                    |
| 1984 | Munthe                                            | Drogenfahnder Kaistila                                                                    |
| 1985 | Kirkkaankeltaiset jäähyväiset                     |                                                                                           |
| 1986 | Sinivalkoiset jäähyväiset                         | Finnischer Krimipreis 1987                                                                |
| 1990 | Klassinen happokylpy                              |                                                                                           |
| 1992 | Imelda                                            | Finnischer Krimipreis 1993                                                                |
| 1993 | Elektra                                           |                                                                                           |
| 1994 | Miksi natsit eivät pidä viirupöllöistä?           |                                                                                           |
| 1995 | Saari meren rannalla                              |                                                                                           |
| 2003 | Varo, kulta, varo. Pieniä sovinnollisia tarinoita |                                                                                           |
| 2005 | Murhia Maltalla                                   | erschienen unter dem Pseudonym Ursula Auer (Kirstilä zusammen mit seiner Frau Anja Angel) |
| 2006 | Murhia Maintenonissa                              | erschienen unter dem Pseudonym Ursula Auer (Kirstilä zusammen mit seiner Frau Anja Angel) |
| 2007 | Murhia Mankalassa                                 | erschienen unter dem Pseudonym Ursula Auer (Kirstilä zusammen mit seiner Frau Anja Angel) |